# Christer Thyr
Jan Christer Thyr, född 16 februari 1950 i Sjögestads församling, Östergötlands län, är en svensk journalist och författare. Han har bland annat varit pastor i Kungälv och Lidköping. Han var chefredaktör för veckotidningen Evangelii Härold 1983–1990.  Christer Thyr har även varit engagerad i bibelspridningsprojektet Bibeln Till Alla (BTA). Han har också varit  ansvarig utgivare av Norra Länstidningen som gavs ut i Mariestads kommun, Töreboda kommun, Gullspångs kommun, och Karlsborgs kommun. Christer Thyr är naturfotograf och ofta anlitad av olika föreningar, bibliotek och kyrkor för att visa bilder och berätta om sina äventyr i skog och mark.